# Judik Barbara
Judik Barbara (Szeged, 1971. augusztus 18. –) válogatott labdarúgó, hátvéd.

## Pályafutása

### Klubcsapatban
1989 és 1992 között a Femina labdarúgója volt, ahol egyszeres bajnok lett. Az 1992-93-as idényben a Renova csapatához igazolt, ahol abban a szezonban bajnok, kupagyőztes szuper-kupagyőztes lett.

### A válogatottban
1993-ban egy alkalommal szerepelt a válogatottban.

## Sikerei, díjai
- Magyar bajnokság
  - bajnok: 1990–91, 1992–93
  - 2.: 1989–90
  - 3.: 1991–92
- Magyar női labdarúgókupa
  - győztes: 1993
- Magyar szuperkupa
  - döntős: 1993

## Statisztika

### Mérkőzése a válogatottban
| Magyarország | Magyarország    | Magyarország  | Magyarország | Magyarország | Magyarország | Magyarország | Magyarország | Magyarország |
| #            | Dátum           | Helyszín      | Hazai        | Eredmény     | Vendég       | Kiírás       | Gólok        | Esemény      |
| ------------ | --------------- | ------------- | ------------ | ------------ | ------------ | ------------ | ------------ | ------------ |
| 1.           | 1991. május 29. | Nagybecskerek | Jugoszlávia  | 0 – 0        | Magyarország | barátságos   | -            |              |
|              | Összesen        |               |              | 1            | mérkőzés     |              | 0            | gól          |